# Логановский, Александр Васильевич
Алекса́ндр Васи́льевич Логано́вский, Логоновский (около 1810–1812, Москва — 18 [30] ноября 1855, там же) — русский скульптор, ученик Василия Демут-Малиновского, представитель классицистической школы; церковный декоратор-монументалист, основной автор горельефов на внешних стенах исторического храма Христа Спасителя в Москве. Академик (с 1844) и профессор (с 1854) Императорской Академии художеств.

## Биография

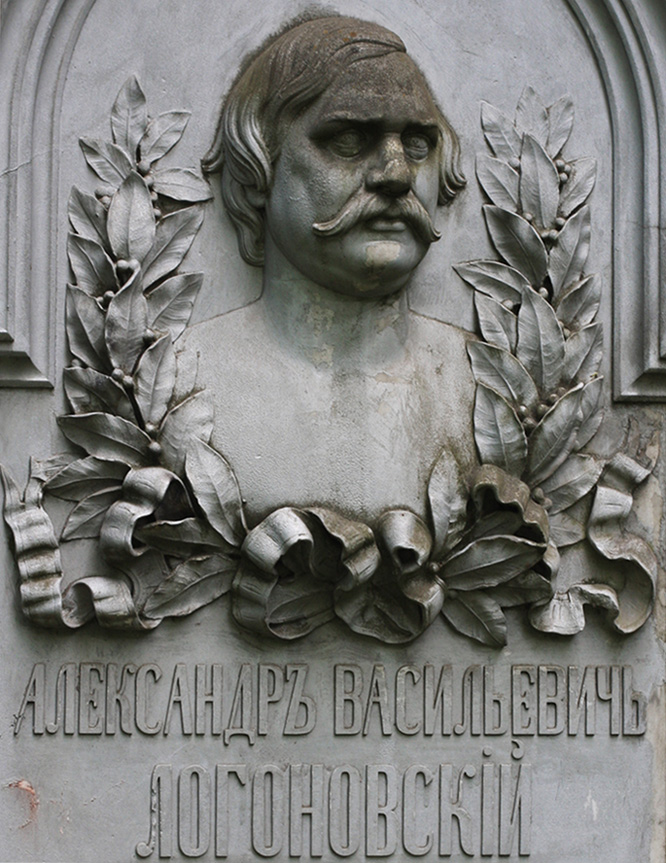
Надгробный памятник на могиле Логановского на Ваганьковском кладбище

Родился в Москве в семье священника. Сведения о дате рождения источники приводят разнообразные: Русский биографический словарь указывает на 1812 год, Энциклопедический словарь Брокгауза и Ефрона уточняет 22 марта 1812 года; в Московском некрополе — 12 марта 1812 года; С. Н. Кондаков даёт 11 марта 1810 года — оба варианта указывает Большая Советская энциклопедия; наконец, Православная энциклопедия, останавливается на дате 22 марта 1812 года. 
Учился в Императорской Академии художеств с 1821 года. Во время учёбы в Академии награждался медалями: малая серебряная (1830), большая серебряная (1831), большая серебряная (1832) за программу «Юпитер и Меркурий, посещающие Филемона и Бавкиду», малая золотая (1833) за программу «Гектор упрекает Париса за то, что он, оставшись с Еленою, не участвовал в сражении против греков под Троей».
За статую «Русского юноши, играющего в свайку» (гипсовый экземпляр находится в Русском музее) ему была присуждена большая золотая медаль.
А. С. Пушкин писал об этой, и парной ей статуе Николая Пименова «Юноша, играющий в бабки», приветственное стихотворение («Юноша, полный красы…»). Отлитые из чугуна, обе эти статуи поставлены перед Царскосельским Александровским дворцом, у колоннады. В Риме Логановский изваял мраморную фигуру «Аббадона» и группу «Молодой Киевлянин» (гипс), доставившие ему звание академика. По возвращении скульптор сделал два барельефа для Исаакиевского собора: «Благовестие ангела пастырям» и «Избиение младенцев» (в южном портике). В Москве он, с сентября 1839 года, совместно с бароном Петром Клодтом, Николаем Рамазановым и другими, занялся изготовлением для внешних стен храма Христа Спасителя колоссальных рельефных образов и фигур святых и ангелов (1847—1849), отличающихся прекрасным рисунком и силой лепки. В 1854 году Логановский был назначен профессором Академии художеств, но проявить себя на новом поприще не успел — он скончался 18 (30) ноября 1855 года в Москве. 
Похоронен на Ваганьковском кладбище (14 уч.).

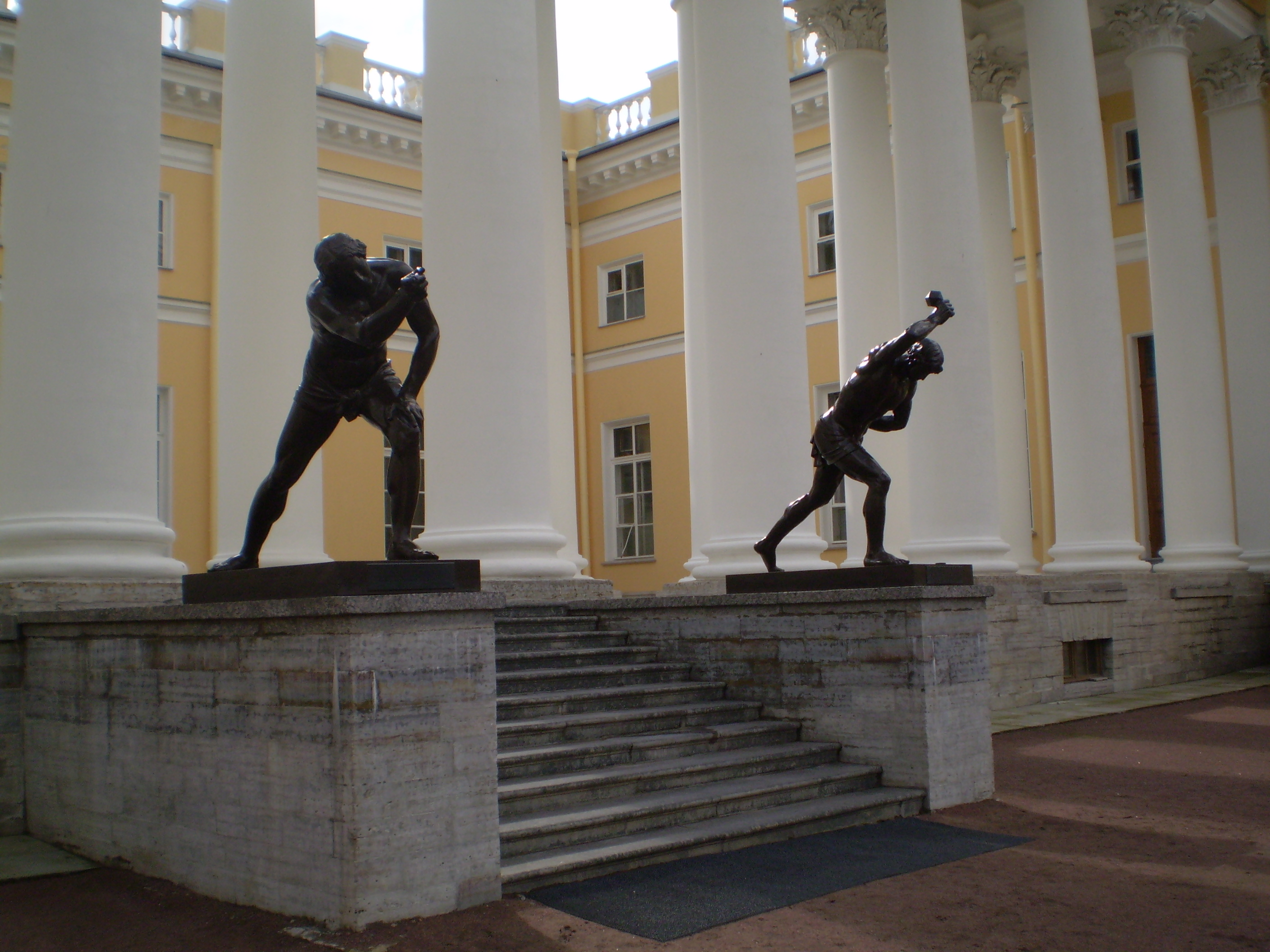
Статуи «Юноша, играющий в бабки» и «Юноша, играющий в свайку» у Александровского дворца
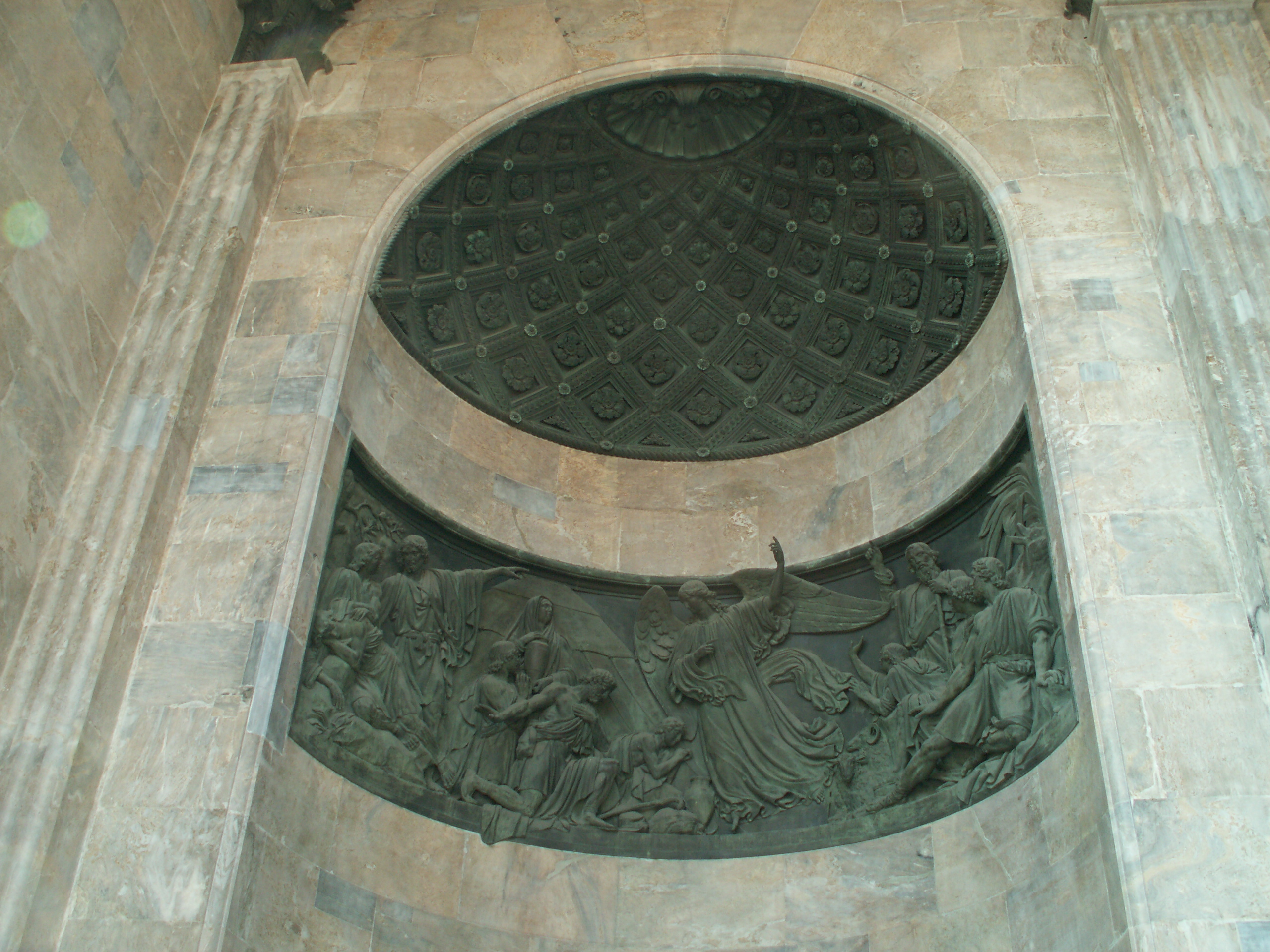
Левая ниша Южного фасада Исакиевского собора в Санкт-Петербурге
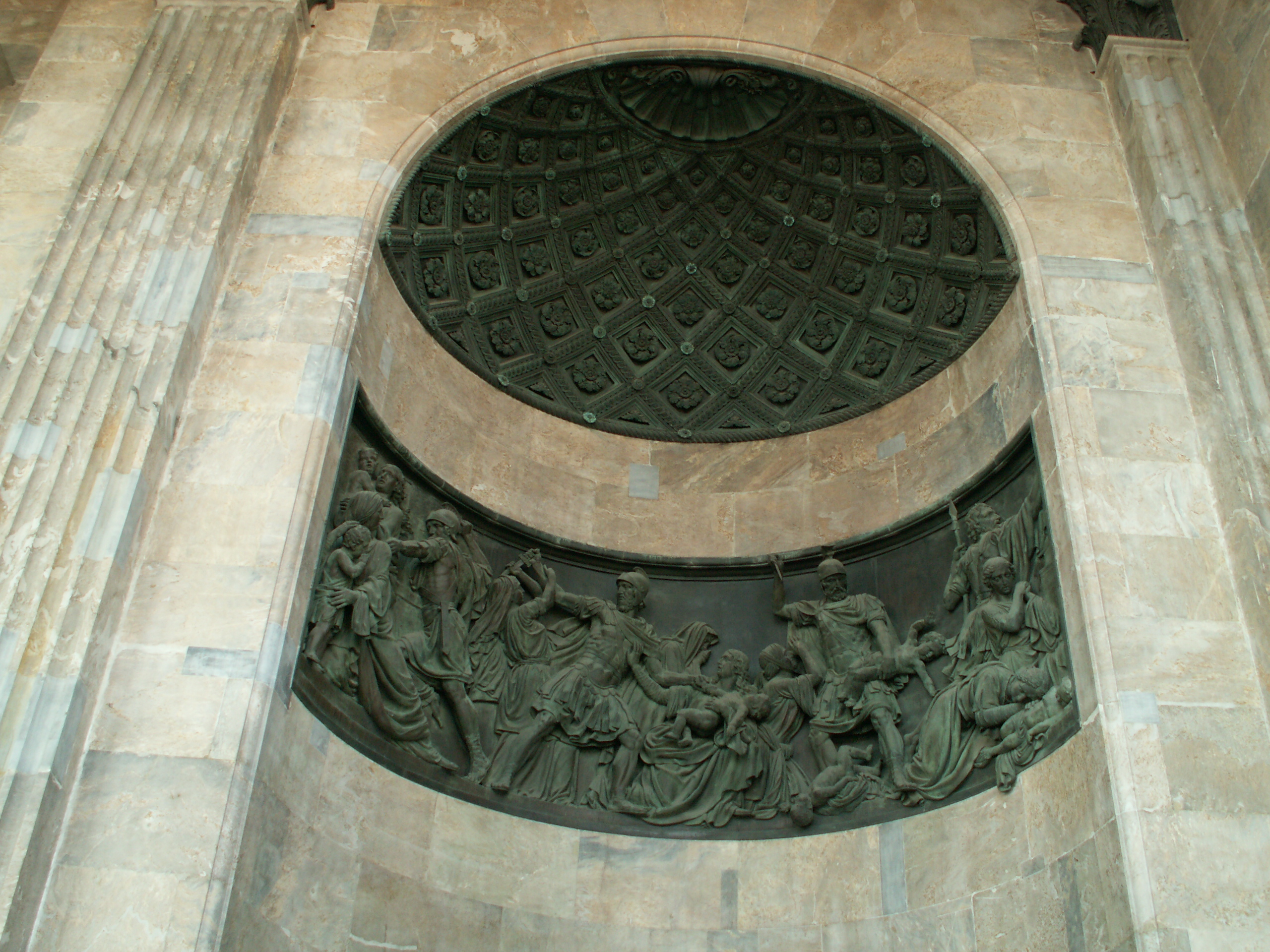
Правая ниша Южного фасада Исакиевского собора в Санкт-Петербурге

### Подлинные горельефы с Храма Христа Спасителя работы А. В. Логановского (1847—1849 гг.)
На территории Донского монастыря находятся фрагменты ценнейших памятников истории, снесённых в советское время, находящиеся в собственности Музея архитектуры в Москве.

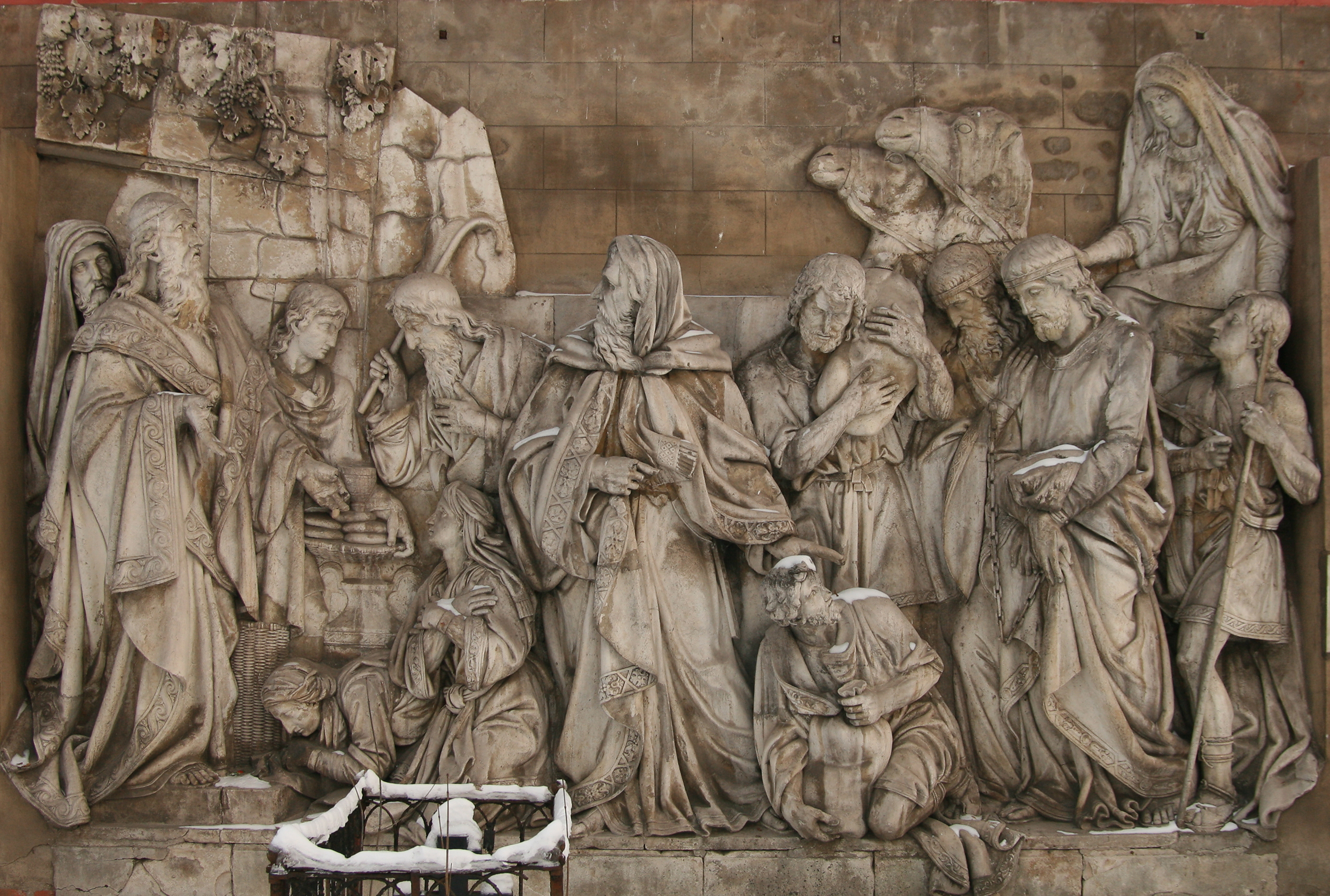
«Мельхиседек встречает Авраама с пленёнными им царями»
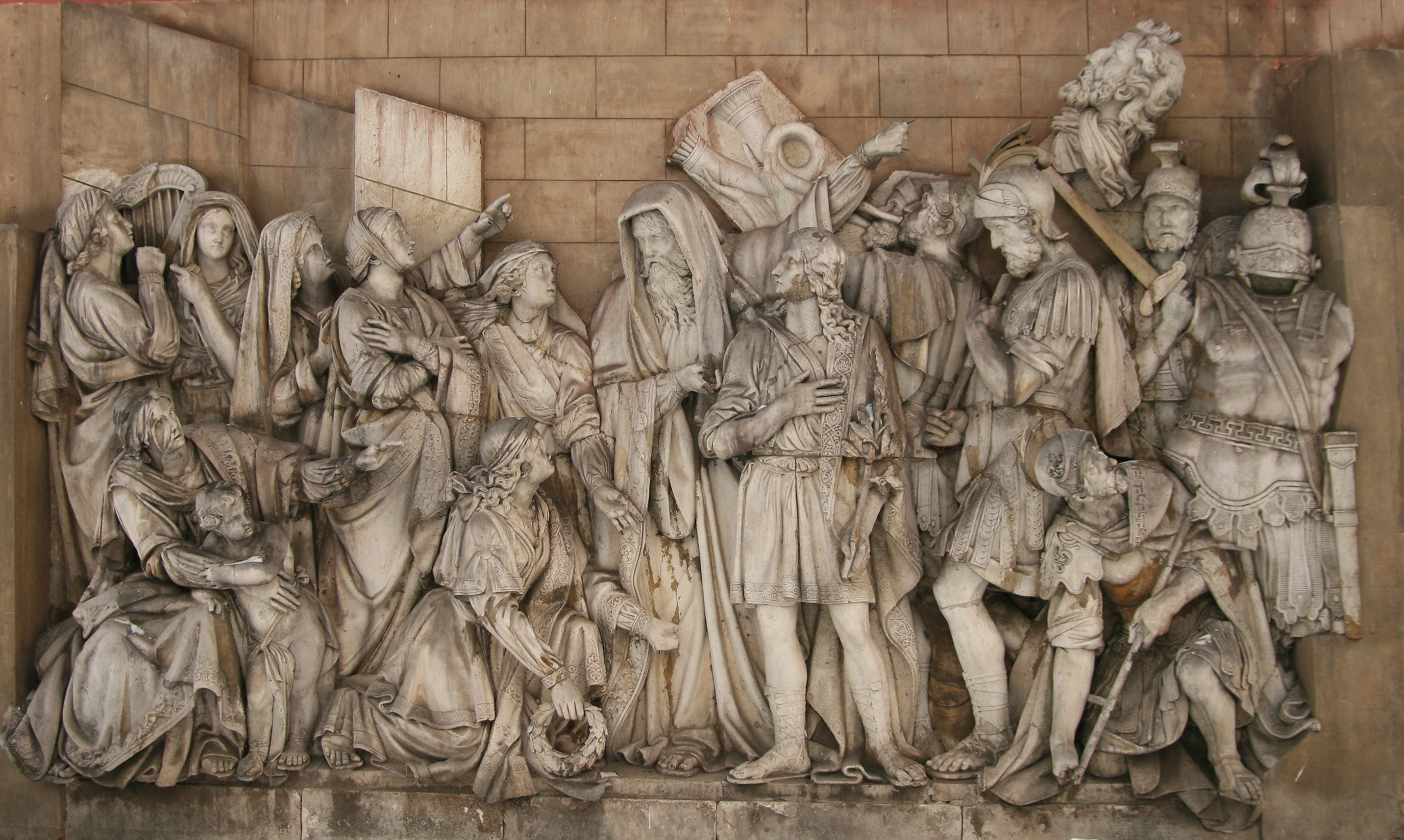
«Встреча Давида, победившего Голиафа»
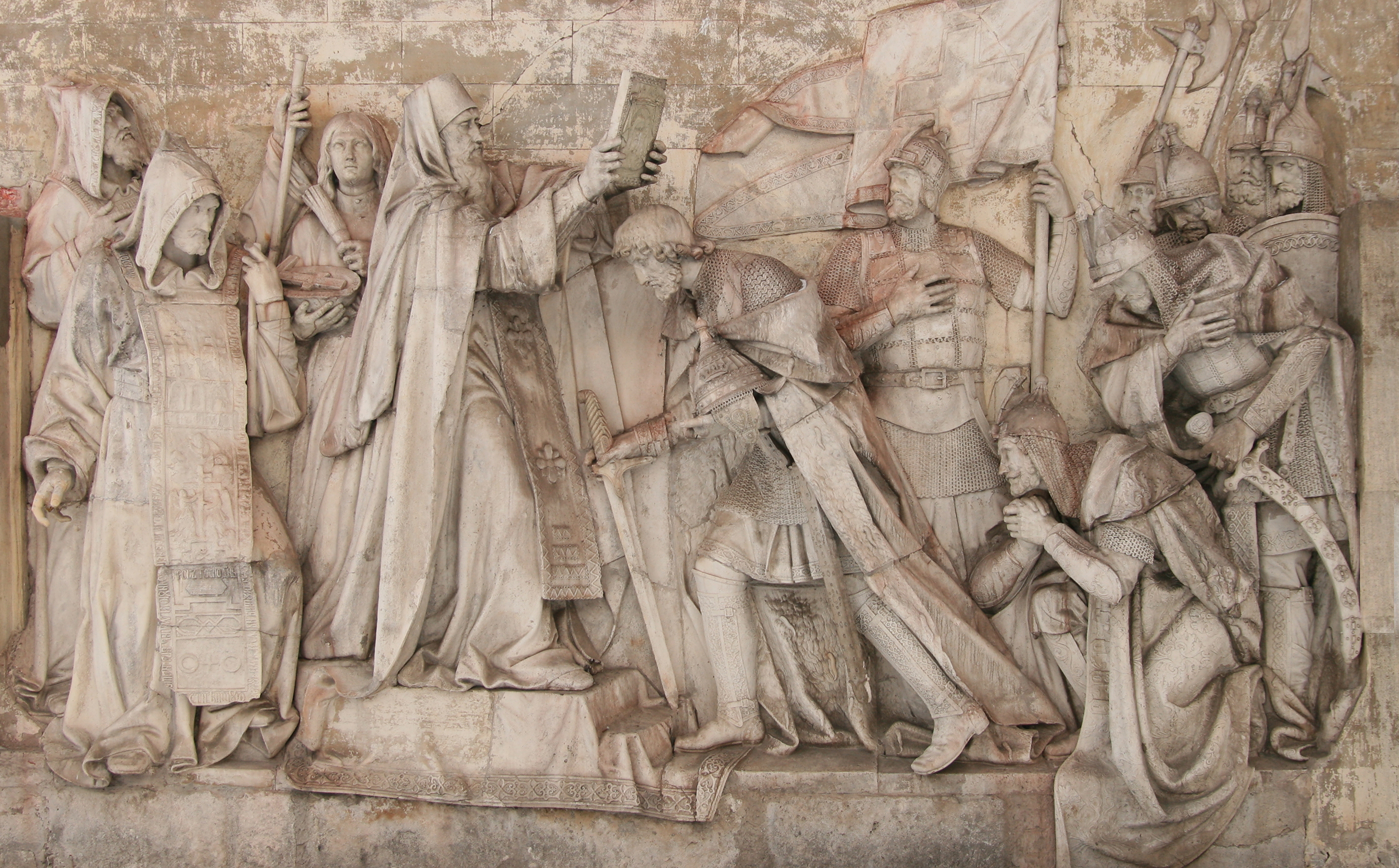
«Посещение Дмитрием Донским Сергия Радонежского перед походом против татар 1380 года.»
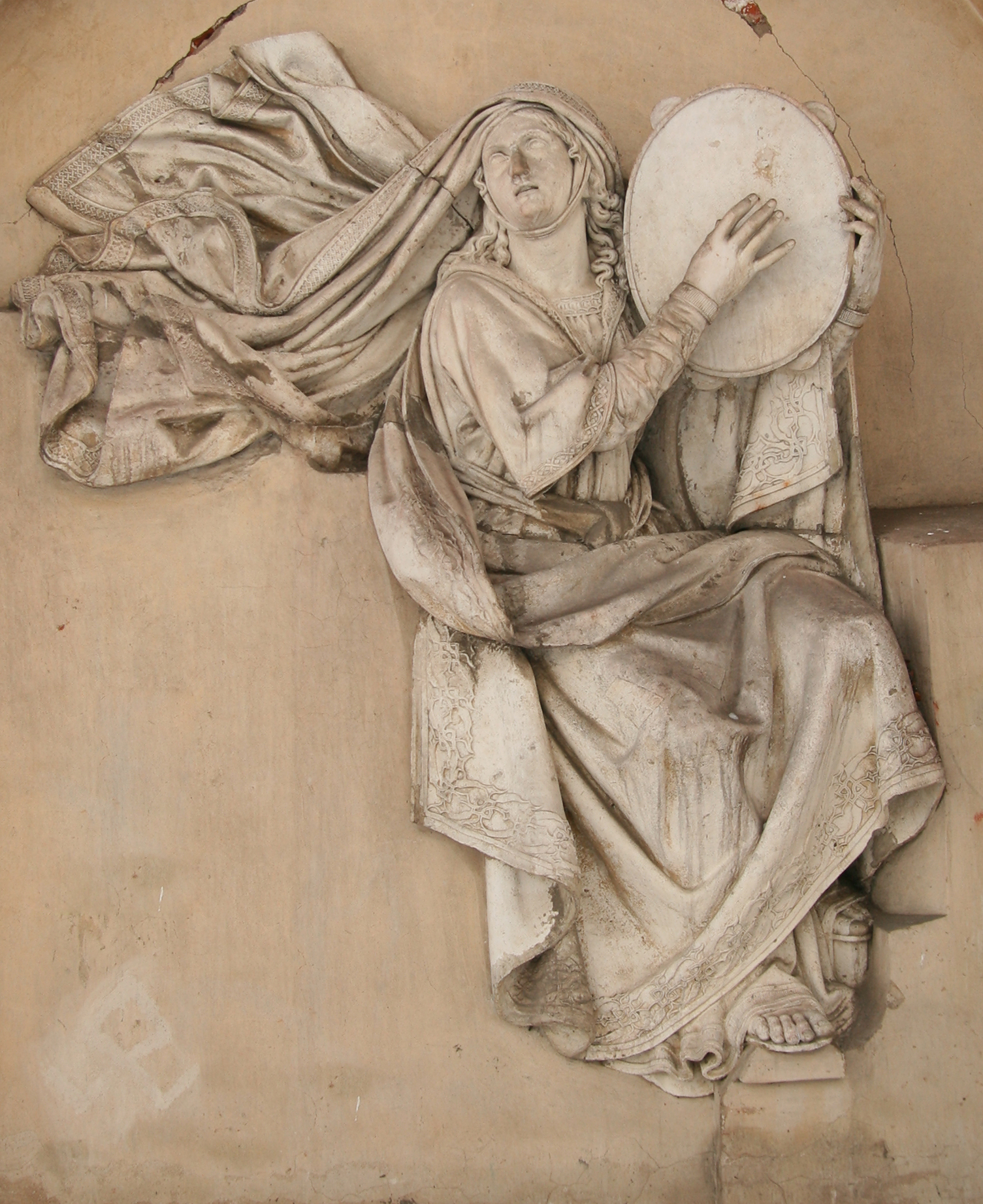
«Мириам, воспевающая победу своего народа над врагами»
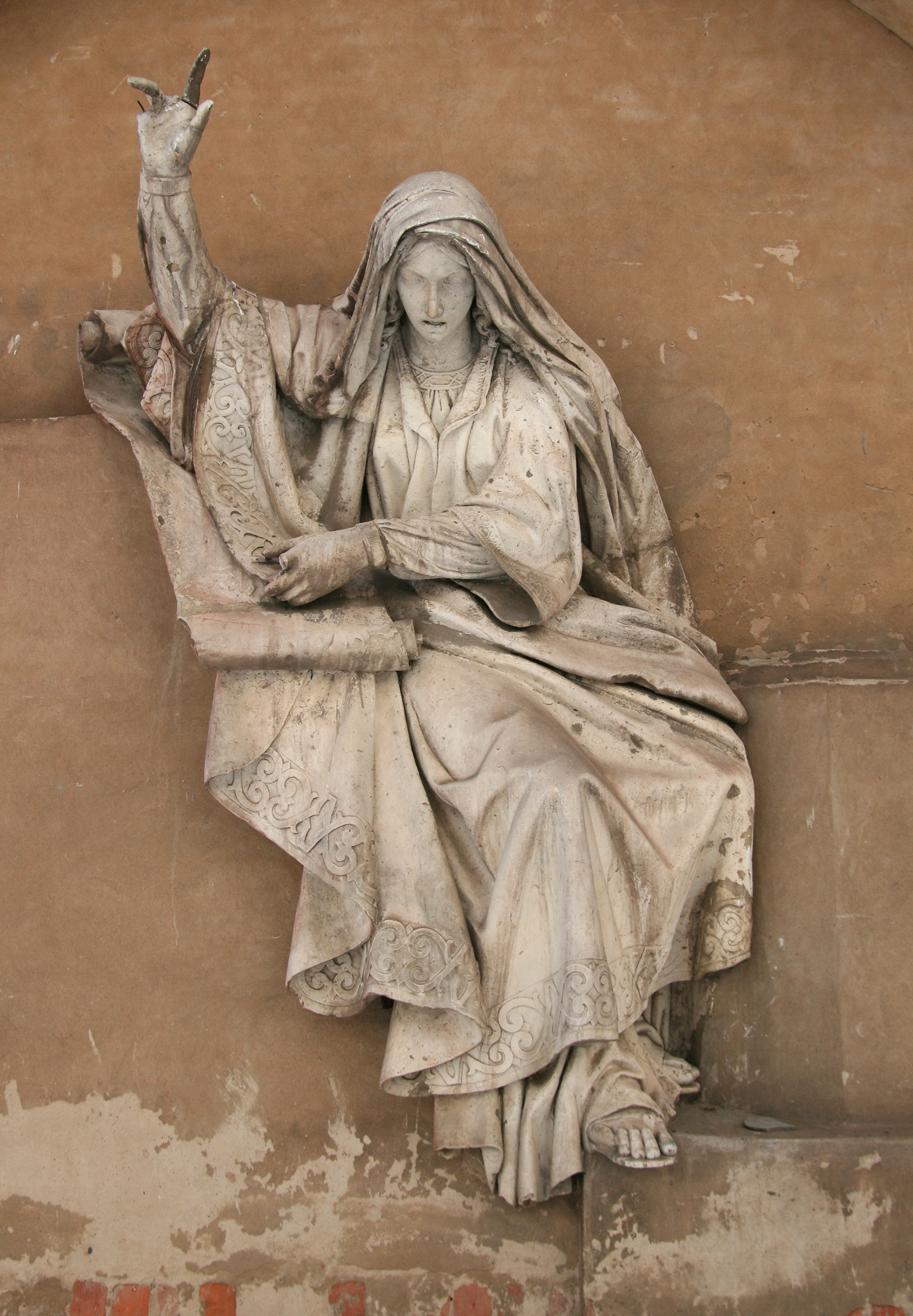
«Девора, призывающая народ к борьбе с поработителями»

### Произведения в коллекцииЭрмитажа

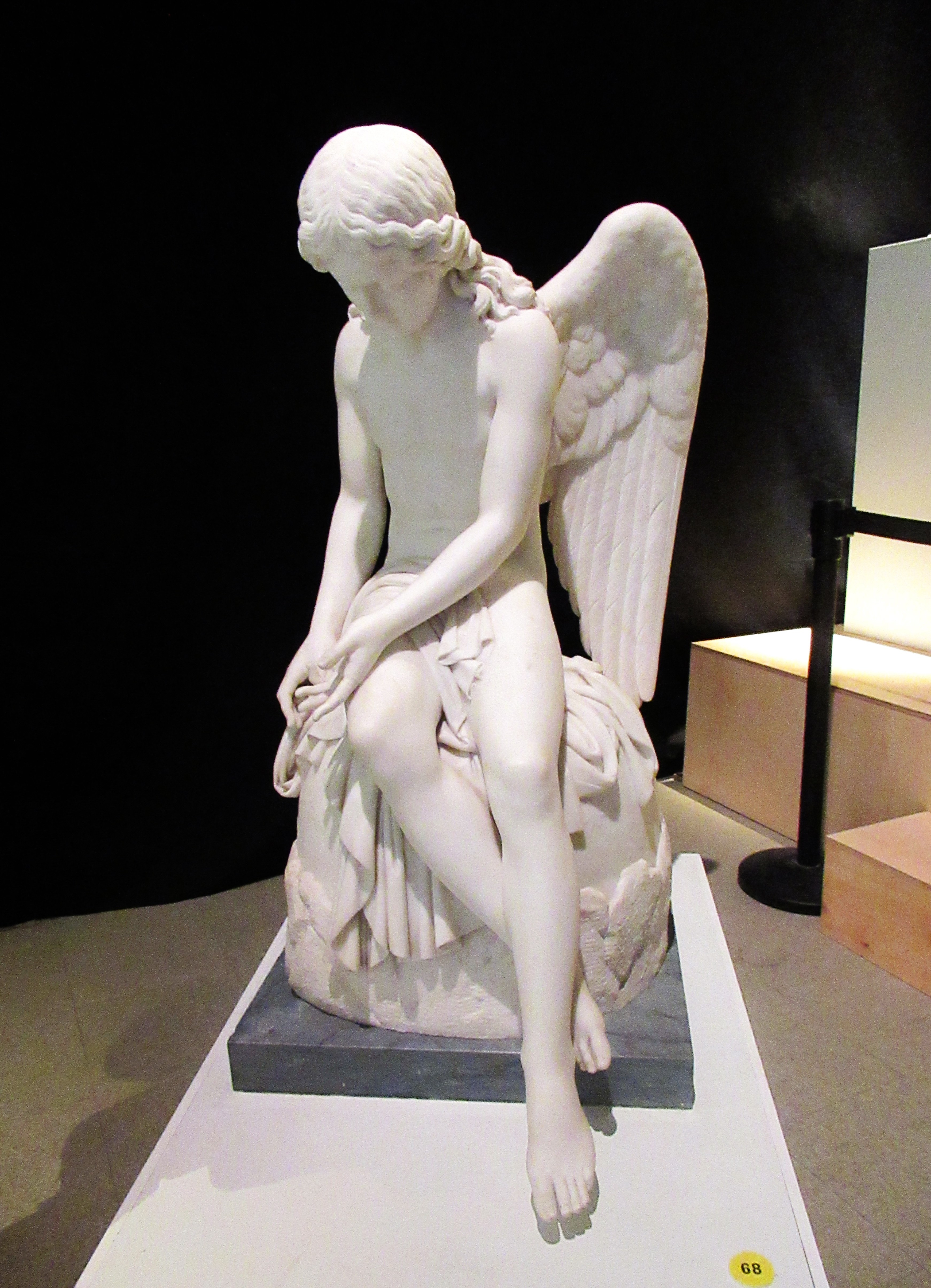
Абадонна (1842)